# خان عبد الغفار خان
خان عبد الغفار خان (بالفارسية: کاروانسرای عبدالغفارخان) هو خان تاريخي يعود إلى عصر الدولة الزندية، ويقع في مقاطعة ساوة.